# Liste der Biografien/Wc
Liste der Biografien |
Portal Biografien |
Personensuche
# |
A |
B |
C |
D |
E |
F |
G |
H |
I |
J |
K |
L |
M |
N |
O |
P |
Q |
R |
S |
T |
U |
V |
W |
X |
Y |
Z |
?
 
Wa |
Wc |
Wd |
We |
Wh |
Wi |
Wj |
Wl |
Wn |
Wo |
Wr |
Ws |
Wt |
Wu |
Ww |
Wy |
Wz
Die Liste der Biografien führt alle Personen auf, die in der deutschsprachigen Wikipedia einen Artikel haben. Dieses ist eine Teilliste mit 3 Einträgen von Personen, deren Namen mit den Buchstaben „Wc“ beginnt.

## Wc
- WC (* 1970), US-amerikanischer RapperWC (* 1970)

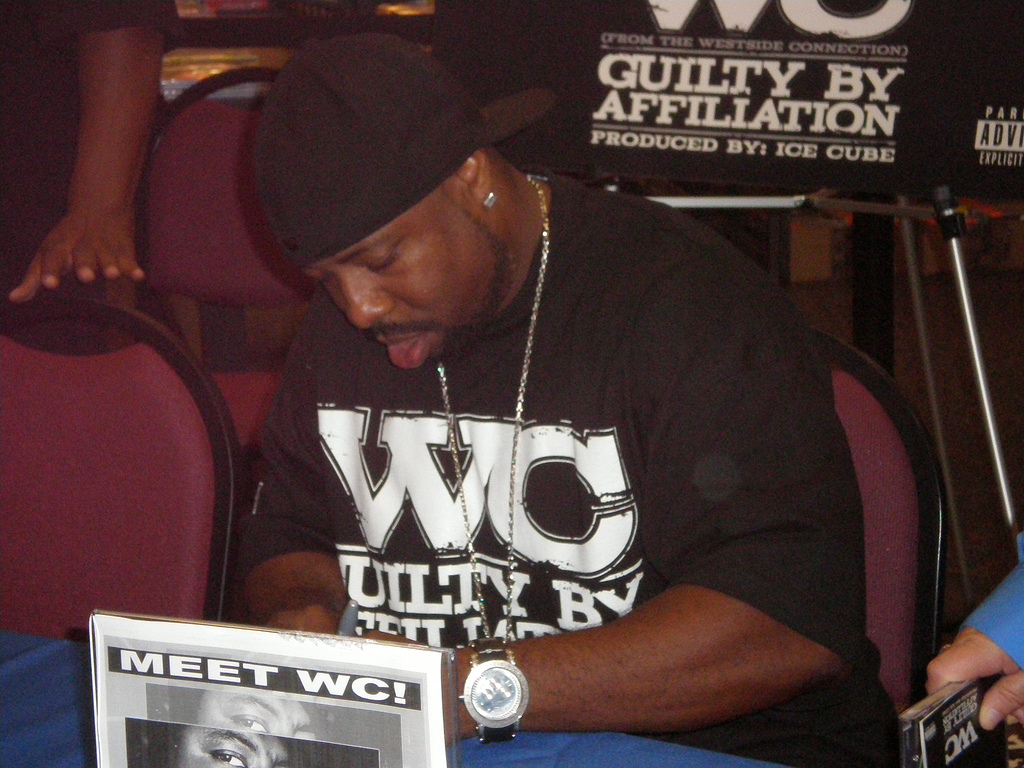
WC (* 1970)

### Wce
- Wcela, Emil Aloysius (1931–2022), US-amerikanischer Geistlicher, Weihbischof in Rockville Centre

### Wci
- Wcisło, Marta (* 1969), polnische Politikerin, Künstlerin und Pädagogin